# Рихтівський замок
Рихтівський замок — майже повністю втрачена пам'ятка у селі Рихта.

## Відомості
На північній околиці, на правому березі р. Жванчик шляхтичі Лянцкоронські у 1507 році спорудили укріплений замок. Про дату його заснування засвідчив напис на кам'яній таблиці, знайденій під час пізнішої реставрації однієї з замкових будівель.
В 1596 (1569) році Ельжбета (Гербурт) Лянцкоронська продала Новосілку з іншими маєтками Войцеху Гумецькому, стольнику подільському і писарю городському кам'янецькому.

Герб Лянцкоронських Задора

Герб Гумецьких

## Архітектура замку
Побудований за типом регулярних, прямокутних в плані з кутовими п'ятигранними баштами.
На кінець XVI ст. північна башта була зруйнована та незабаром відновлена.
З 1672 по 1699 роки замок була значно пошкоджено але на початку XVIII ст. відновлено.
Нині від замку залишились тільки башти із залишками оборонних мурів. Краще збереглась пізня, північна башта. В плані вона прямокутна з стінами 9×10 м та з невиразно зрізаним південним кутом. Башта двоярусна, накрита невисоким дахом. Товщина кам'яних стін 1,5—1,65 м.
Перший ярус перекрито коробковим склепінням, другий має плоске перекриття по балках. В першому та другому ярусах збереглись невеликі бійниці з розширювальними по обидва боки щоками. В західній стіні вбудований камін. Зовнішні стіни зберегли штукатурку. На цій башті були сонячні часи.
Три інші башти відносяться до першого етапу побудови замку, п'ятигранні в плані з гострими кутами. На їх коротких боках, що виходили в подвір'я замку проходили дерев'яні галереї на консолях, по яких відбувався перехід між оборонними мурами. Вхід на другий ярус був по наріжним кам'яним сходам уздовж стін. Дахи були шатрові з ґонтовим перекриттям.

## Історія замку
Є запис про напад турків, переважаючими силами, на Рихтецький замок в 1762 році. Напад було зроблено хотинською залогою під керівництвом Кара-Ахмета. Головним тоді в замку був Осинський, може то з переляку, може довірившись на запевнення турків про недоторканність, він надав дозвіл про вступ ворогів до замку. Однак турки, увірвавшись усередину, все пограбували а мешканців замку побили. Загинуло під час нападу 54 людини. А Осинського з родиною було відправлено до Хотина. Потім, за допомогою Потоцького, його було відпущено.

Під час турецького господарювання на Поділлі 1672 — 1699 роках в стайнях Рихтецького замку утримувались турецькі коні, що належали до кам'янецького гарнізону. Лани та поля навколо Рихти, над р. Кізя, слугували місцем випасу коней турецької кінноти.
Рихтецький замок, чи власне кажучи сам панський маєток, в період 1848 — 1868 рр. являв собою осередок літературного життя подільських поляків.

## Особистості пов'язані з замком

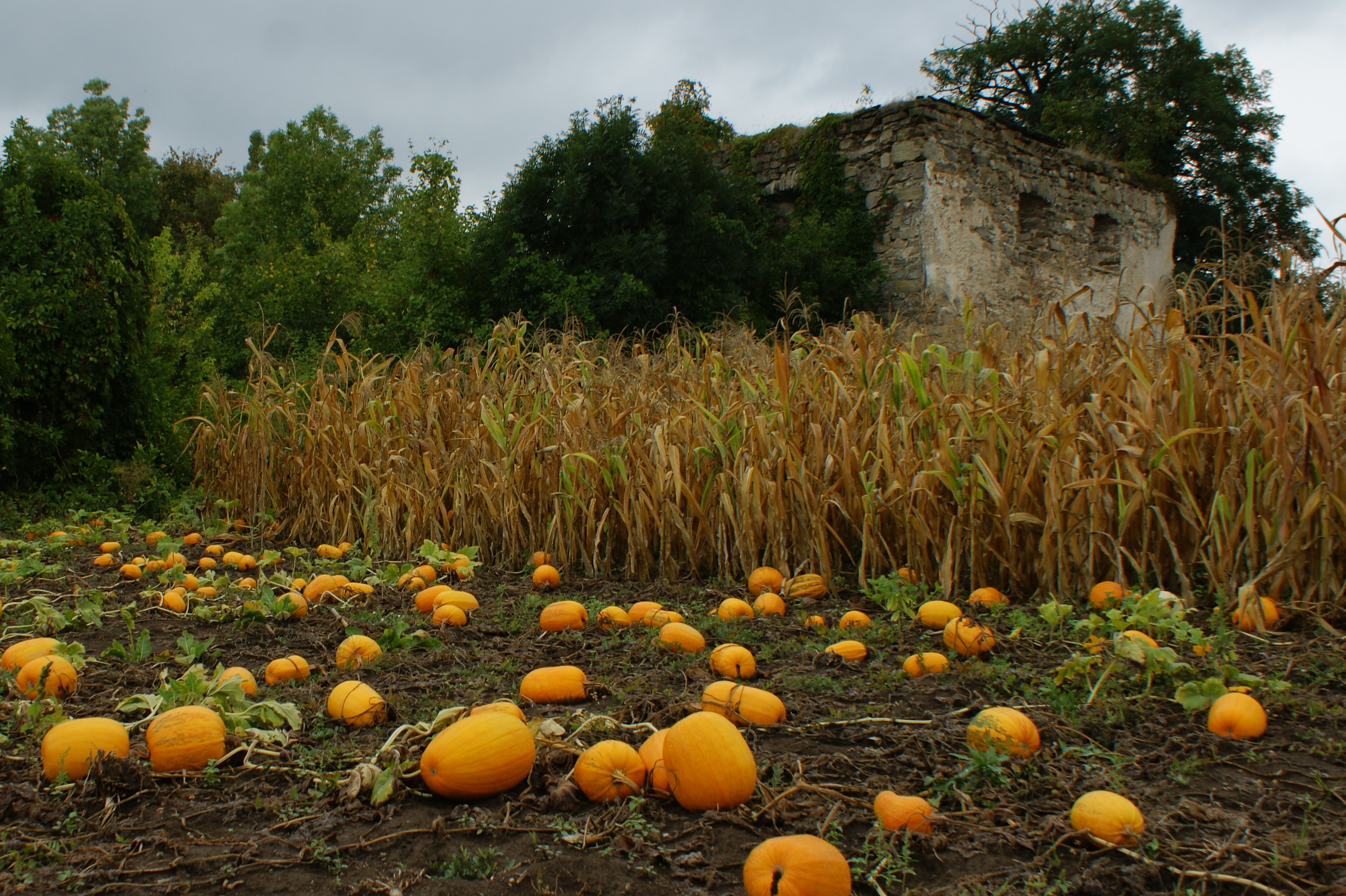
Замок біля гарбузів, Рихта

Володар Рихти пан Головинський, а потім зять його пан Подвисоцький були великими шанувальниками науки та мистецтва. В їх маєтку перебувала величезна кількість художників та літераторів.
Є згадка про відомого польського літературного критика, проукраїнської симпатії, Міхала Грабовського; Юзефа Ігнація Крашевського — також відомого польського письменника, до речі занесеного до Книги рекордів Гіннеса як самого найплодовитішого письменника (створив 232 романи у 455 томах); Олександра Вериги-Даровського (Weryha Darowski) — теж талановитого письменника, та ін. З особливою прискіпливістю збирали вони різноманітні картини, гравюри, рукописи та книги.
Костянтин Підвисоцький був письменником, критиком, колекціонером, куратором гімназії в Кам'янці-Подільському. Він зібрав бібліотеку в 4 тисячі стародруків. Серед книг його бібліотеки було берестейське видання Біблії (1568-го року), миньковецькі видання. Цінними були рукописи-листи, рукописи спогадів, книги універсалів, 500 польських автографів, які пізніше передали до Ягеллонської бібліотеки в Кракові. Ще були урядові акти, родинні архіви давніх родів, історичні документи. За своє життя К.Подвисоцький зібрав величезну бібліотеку стародруків і колекцію старожитностей.
Але після смерті все мистецьке багатство розійшлось в різні руки, розгубилось. Зокрема, в основу створення відомого тритомника доктора Антонія Роллє «Замки подільські на молдавському прикордонні» була покладена колекція історичних документів з фамільного архіву К.Підвисоцького. За свідченням Ю.Роллє, більша частина Рихтецької бібліотеки, вона налічувала більш як 12 000 томів, та рукописів була придбана паном Дзялинським з Курник та Ігелем, букіністом зі Львова. Щодо колекції гравюр, то вона була придбана тим ж таки паном Дзялинським. Решта колекції: картини, портрети, збірки кераміки — розійшлись в різні руки.
Ймовірно, що під час панування Головинських-Подвисоцьких в XIX ст. було розібрано замкові мури і побудовано новий палац, який зображено на малюнку Наполена Орди (1871—1873 рр.). Поруч із палацом було закладено парк, який не зберігся.